# Tramacastiel (kommunhuvudort)
Tramacastiel är en kommunhuvudort i Spanien.   Den ligger i provinsen Provincia de Teruel och regionen Aragonien, i den centrala delen av landet, 210 km öster om huvudstaden Madrid. Tramacastiel ligger 886 meter över havet och antalet invånare är 115.
Terrängen runt Tramacastiel är huvudsakligen kuperad. Tramacastiel ligger nere i en dal. Runt Tramacastiel är det mycket glesbefolkat, med 4 invånare per kvadratkilometer. Närmaste större samhälle är Ademuz, 14,6 km söder om Tramacastiel. 